# Jeżewo (gromada w powiecie białostockim)
Jeżewo – dawna gromada, czyli najmniejsza jednostka podziału terytorialnego Polskiej Rzeczypospolitej Ludowej w latach 1954–1972.
Gromady, z gromadzkimi radami narodowymi (GRN) jako organami władzy najniższego stopnia na wsi, funkcjonowały od reformy reorganizującej administrację wiejską przeprowadzonej jesienią 1954 do momentu ich zniesienia z dniem 1 stycznia 1973, tym samym wypierając organizację gminną w latach 1954–1972.
Gromadę Jeżewo z siedzibą GRN w Jeżewie utworzono – jako jedną z 8759 gromad – w powiecie wysokomazowieckim w woj. białostockim, na mocy uchwały nr 24/V WRN w Białymstoku z dnia 4 października 1954. W skład jednostki weszły obszary dotychczasowych gromad Jeżewo, Pajewo i Broniszewo ze zniesionej gminy Tykocin oraz obszary dotychczasowych gromad Kapice Stare i Kapice Lipniki ze zniesionej gminy Kobylin w tymże powiecie. Dla gromady ustalono 15 członków gromadzkiej rady narodowej.
1 stycznia 1958 roku gromadę włączono do powiatu białostockiego.
31 grudnia 1959 do gromady Jeżewo przyłączono wieś Łopuchowo ze zniesionej gromady Łopuchowo.
31 grudnia 1961 do gromady Jeżewo włączono wieś Radule ze zniesionej gromady Rzędziany.
Gromada przetrwała do końca 1972 roku, czyli do kolejnej reformy gminnej.